# The Coltrane Legacy
The Coltrane Legacy è un album discografico compilation del sassofonista jazz John Coltrane pubblicato postumo dalla Atlantic Records nel 1970 (n. cat. SD 1553).
L'album consiste in una raccolta di brani scartati precedentemente inediti, provenienti dalle sedute di registrazione che avevano prodotto i dischi Olé Coltrane, Coltrane Plays the Blues, Coltrane's Sound, e Bags & Trane.

## Tracce
- Tutti i brani sono di John Coltrane eccetto dove indicato.

Lato A
1. 26-2 – 6:09
2. Original Untitled Ballad – 8:58 (Billy Frazier)
3. Untitled Original – 5:20

Lato A
1. Centerpiece – 7:05 (Sweets Edison, Bill Tennyson)
2. Stairway to the Stars – 3:58 (Matty Malneck, Mitchell Parish, Frank Signorelli)
3. Blues Legacy – 9:00 (Milt Jackson)

## Formazione
- John Coltrane — sassofono soprano, sassofono alto, e sassofono tenore
- Freddie Hubbard — tromba in Original Untitled Ballad
- Eric Dolphy — flauto in Original Untitled Ballad
- Milt Jackson — vibrafono sul lato 2
- McCoy Tyner — pianoforte sul lato 1
- Hank Jones — pianoforte sul lato 2
- Paul Chambers — contrabbasso sul lato 2
- Steve Davis — contrabbasso in 26-2 e Untitled Original
- Art Davis — contrabbasso in Original Untitled Ballad
- Elvin Jones — batteria sul lato 1
- Connie Kay — batteria sul lato 2